# Hontanx
Hontanx é uma comuna francesa na região administrativa da Nova Aquitânia, no departamento Landes. Estende-se por uma área de 30,18 km². Em 2010 a comuna tinha 610 habitantes (densidade: 20,2 hab./km²).